# Nicolien Sauerbreij
Nicolien Sauerbreij (ur. 31 lipca 1979 w De Hoef) – holenderska snowboardzistka, mistrzyni olimpijska, wicemistrzyni świata i zdobywczyni Pucharu Świata.

## Kariera
Po raz pierwszy na arenie międzynarodowej pojawiła się 6 stycznia 1996 roku w L’Alpe d’Huez, gdzie w zawodach FIS Race zajęła czwarte miejsce w slalomie równoległym (PSL). W 1997 roku wystartowała na mistrzostwach świata juniorów w Corno alle Scale, zajmując dziesiąte miejsce w gigancie. Jeszcze dwukrotnie startowała na imprezach tego cyklu, najlepszy wynik osiągając na mistrzostwach świata juniorów w Seiser Alm w 1999 roku, gdzie była ósma w gigancie równoległym (PGS).
W zawodach Pucharu Świata zadebiutowała 28 listopada 1996 roku w Tignes, zajmując 24. miejsce w PSL. Tym samym już w swoim debiucie wywalczyła pierwsze pucharowe punkty. Pierwszy raz na podium zawodów tego cyklu stanęła 14 grudnia 2001 roku w Mont-Sainte-Anne, kończąc rywalizację w PGS na drugiej pozycji. W zawodach tych rozdzieliła dwie Francuzki: Julie Pomagalski i Isabelle Blanc. Łącznie 22 razy stawała na podium zawodów PŚ, odnosząc przy tym osiem zwycięstw. Najlepsze wyniki osiągnęła w sezonie 2007/2008, kiedy to zwyciężyła w klasyfikacji generalnej, a w klasyfikacji PAR wywalczyła Małą Kryształową Kulę. W klasyfikacji PAR zwyciężyła także w sezonie 2009/2010, zajmując jednocześnie drugie miejsce w klasyfikacji generalnej. Ponadto w sezonach 2001/2002 i 2002/2003 była druga w klasyfikacji PAR, a w sezonie 1997/1998 była trzecia w klasyfikacji snowcrossu.
Największy sukces w karierze osiągnęła w 2010 roku, kiedy na igrzyskach olimpijskich w Vancouver zdobyła złoty medal w gigancie równoległym. W zawodach tych pokonała Rosjankę Jekatierinę Iluchiną i Austriaczkę Marion Kreiner. W tej samej konkurencji zajęła też dziesiąte miejsce na igrzyskach w Soczi (2014), dwunaste na igrzyskach w Turynie (2006) i 24. miejsce podczas igrzysk olimpijskich w Salt Lake City (2002). W 2011 roku zdobyła srebrny medal w slalomie równoległym na mistrzostwach świata w La Molinie. Uplasowała się tam między Hilde-Katrine Engeli z Norwegii i Austriaczką Claudią Riegler. Była też między innymi czwarta w PSL podczas mistrzostw świata w Arosie, przegrywając walkę o podium z Doresią Krings z Austrii.
W 2015 roku zakończyła karierę.

## Osiągnięcia

### Igrzyska olimpijskie
| Miejsce | Dzień     | Rok  | Miejscowość    | Konkurencja       | Zwyciężczyni    |
| ------- | --------- | ---- | -------------- | ----------------- | --------------- |
| 24.     | 15 lutego | 2002 | Salt Lake City | Gigant równoległy | Isabelle Blanc  |
| 12.     | 23 lutego | 2006 | Turyn          | Gigant równoległy | Daniela Meuli   |
| 1.      | 26 lutego | 2010 | Vancouver      | Gigant równoległy | -               |
| 10.     | 19 lutego | 2014 | Soczi          | Gigant równoległy | Patrizia Kummer |
| 20.     | 22 lutego | 2014 | Soczi          | Slalom równoległy | Julia Dujmovits |

### Mistrzostwa świata
| Miejsce | Dzień       | Rok  | Miejscowość          | Konkurencja       | Zwyciężczyni              |
| ------- | ----------- | ---- | -------------------- | ----------------- | ------------------------- |
| 21.     | 12 stycznia | 1999 | Berchtesgaden        | Gigant            | Margherita Parini         |
| 21.     | 14 stycznia | 1999 | Berchtesgaden        | Gigant równoległy | Isabelle Blanc            |
| 15.     | 15 stycznia | 1999 | Berchtesgaden        | Slalom równoległy | Marion Posch              |
| 27.     | 17 stycznia | 1999 | Berchtesgaden        | Snowboardcross    | Julie Pomagalski          |
| 22.     | 23 stycznia | 2001 | Madonna di Campiglio | Gigant            | Karine Ruby               |
| 32.     | 24 stycznia | 2001 | Madonna di Campiglio | Gigant równoległy | Ursula Bruhin             |
| 30.     | 26 stycznia | 2001 | Madonna di Campiglio | Slalom równoległy | Karine Ruby               |
| 17.     | 13 stycznia | 2003 | Kreischberg          | Gigant równoległy | Ursula Bruhin             |
| 14.     | 15 stycznia | 2003 | Kreischberg          | Slalom równoległy | Isabelle Blanc            |
| DNS     | 19 stycznia | 2003 | Kreischberg          | Snowboardcross    | Karine Ruby               |
| 13.     | 18 stycznia | 2005 | Whistler             | Gigant równoległy | Manuela Riegler           |
| 16.     | 19 stycznia | 2005 | Whistler             | Slalom równoległy | Daniela Meuli             |
| 9.      | 16 stycznia | 2007 | Arosa                | Gigant równoległy | Jekatierina Tudiegieszewa |
| 4.      | 17 stycznia | 2007 | Arosa                | Slalom równoległy | Heidi Neururer            |
| 6.      | 20 stycznia | 2009 | Gangwon              | Gigant równoległy | Marion Kreiner            |
| 11.     | 21 stycznia | 2009 | Gangwon              | Slalom równoległy | Fränzi Mägert-Kohli       |
| 2.      | 21 stycznia | 2011 | La Molina            | Slalom równoległy | Hilde-Katrine Engeli      |
| 18.     | 25 stycznia | 2013 | Stoneham             | Gigant równoległy | Isabella Laböck           |
| 16.     | 27 stycznia | 2013 | Stoneham             | Slalom równoległy | Jekatierina Tudiegieszewa |
| 17.     | 22 stycznia | 2015 | Kreischberg          | Slalom równoległy | Ester Ledecká             |
| 18.     | 23 stycznia | 2015 | Kreischberg          | Gigant równoległy | Claudia Riegler           |

### Puchar Świata

#### Miejsca w klasyfikacji generalnej
- sezon 1996/1997: 104.
- sezon 1997/1998: 14.
- sezon 1998/1999: 31.
- sezon 1999/2000: 48.
- sezon 2000/2001: 66.
- sezon 2001/2002: -
- sezon 2002/2003: -
- sezon 2003/2004: -
- sezon 2004/2005: -
- sezon 2005/2006: 77.
- sezon 2006/2007: 32.
- sezon 2007/2008: 1.
- sezon 2008/2009: 14.
- sezon 2009/2010: 2.
  - PAR[2]
- sezon 2010/2011: 27.
- sezon 2011/2012: 15.
- sezon 2012/2013: 11.
- sezon 2013/2014: 21.
- sezon 2014/2015: 25.

#### Zwycięstwa w zawodach
1. Valle Nevado – 5 września 2002 (gigant równoległy)
2. Maribor – 9 lutego 2003 (slalom równoległy)
3. Bad Gastein – 9 stycznia 2008 (slalom równoległy)
4. La Molina – 19 stycznia 2008 (gigant równoległy)
5. Gujō – 24 lutego 2008 (gigant równoległy)
6. Stoneham – 8 marca 2008 (gigant równoległy)
7. Kreischberg – 6 stycznia 2010 (gigant równoległy)
8. Valmalenco – 13 marca 2010 (gigant równoległy)

#### Pozostałe miejsca na podium w zawodach
1. Mont-Sainte-Anne – 14 grudnia 2001 (gigant równoległy) – 2. miejsce
2. Bad Gastein – 29 stycznia 2002 (slalom równoległy) – 3. miejsce
3. Sölden – 30 października 2002 (slalom równoległy) – 2. miejsce
4. Serre Chevalier – 9 marca 2003 (slalom równoległy) – 3. miejsce
5. Landgraaf – 12 października 2007 (slalom równoległy) – 3. miejsce
6. Sölden – 21 października 2007 (gigant równoległy) – 3. miejsce
7. Nendaz – 16 grudnia 2007 (slalom równoległy) – 3. miejsce
8. La Molina – 20 stycznia 2008 (slalom równoległy) – 2. miejsce
9. Sungwoo – 17 lutego 2008 (gigant równoległy) – 2. miejsce
10. Landgraaf – 10 października 2008 (slalom równoległy) – 3. miejsce
11. Bayrischzell – 31 stycznia 2009 (gigant równoległy) – 3. miejsce
12. Nendaz – 17 stycznia 2010 (gigant równoległy) – 2. miejsce
13. Sudelfeld – 6 lutego 2010 (gigant równoległy) – 2. miejsce
14. Rogla – 8 lutego 2013 (gigant równoległy) – 2. miejsce

- W sumie (8 zwycięstw, 7 drugich i 7 trzecich miejsc).